# Fiat Bravo

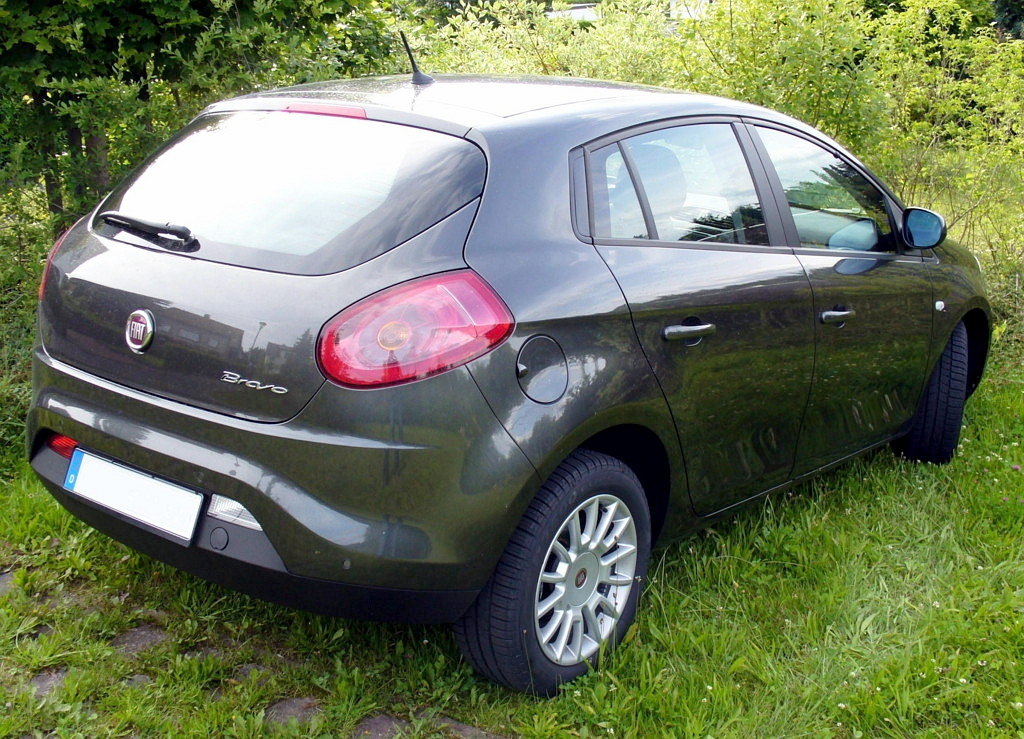
Fiat Bravo

Fiat Bravo (typ 198) je hatchback nižší střední třídy. Poprvé byl představen v Římě v lednu 2007, výstavní premiéra proběhla v březnu na autosalonu v Ženevě. Ve výrobním programu nahradil model Stilo. Na rozdíl od něj se prodával jen s pětidveřovou karosérií, spekulované kombi nakonec nedorazilo. Evropská produkce v továrně "Cassino" skončila v červenci roku 2014, jako součást pětiletého plánu automobilky Fiat, který představil Sergio Marchionne, 7. května 2014. Pro Jižní Ameriku se však auto vyrábělo ještě do roku 2016.
Název Bravo je převzat od předchůdce Stila — modelu Brava, který byl vyhlášen evropským autem roku 1995. Pětidveřová verze tehdy nesla označení Brava, nicméně design nového Bravo se odkazuje na svého sportovnějšího třídveřového jmenovce. V Austrálii byl pro Bravo oživen název hatchbacku Ritmo z první poloviny osmdesátých let.
V televizní reklamě na Fiat Bravo bylo použita píseň Meravigliosa creatura od italské zpěvačky Gianny Nannini.

## Přehled motorizací
Na trh Fiat Bravo vstoupil s motory 1,4 a 1,9 MultiJet. Právě 1.9 MultiJet byl však později nahrazen modernějším motorem 1.6 MultiJet.
| Model                | 1.4 16V          | 1.4 T-JET 16V         | 1.4 T-JET 16V         |
| -------------------- | ---------------- | --------------------- | --------------------- |
| Uspořádání válců     | 4 v řadě         | 4 v řadě              | 4 v řadě              |
| Druh motoru          | benzínový        | benzínový přeplňovaný | benzínový přeplňovaný |
| Objem (cm³)          | 1.368            | 1.368                 | 1.368                 |
| Výkon (kW)           | 66 při 5500 ot.  | 88 při 5000 ot.       | 110 při 5500 ot.      |
| Kroutící moment (Nm) | 128 při 4500 ot. | 206 při 1780 ot.      | 200 při 2000 ot.      |
| Nejvyšší rychlost    | 179 km/h         | 197 km/h              | 212 km/h              |
| Zrychlení 0–100 km/h | 12,5 s           | 9,6 s                 | 8,5 s                 |
| Kombinovaná spotřeba | 6,7 l/100 km     | 6,7 l/100 km          | 7,1 l/100 km          |
| Emise CO2            | 156 g/km         | 156 g/km              | 167 g/km              |
| Hmotnost             | 1280 kg          | 1335 kg               | 1350 kg               |

| Model                | 1.6 M-JET 16V    | 1.6 M-JET 16V    | 1.9 M-JET 8V     | 1.9 M-JET 16V    |
| -------------------- | ---------------- | ---------------- | ---------------- | ---------------- |
| Uspořádání válců     | 4 v řadě         | 4 v řadě         | 4 v řadě         | 4 v řadě         |
| Druh motoru          | turbodiesel      | turbodiesel      | turbodiesel      | turbodiesel      |
| Objem (cm³)          | 1.598            | 1.598            | 1.910            | 1.910            |
| Výkon (kW)           | 77 při 4000 ot.  | 88 při 4000 ot.  | 88 při 4000 ot.  | 110 při 4000 ot. |
| Kroutící moment (Nm) | 290 při 1500 ot. | 300 při 1500 ot. | 255 při 2000 ot. | 305 při 2000 ot. |
| Nejvyšší rychlost    | 179 km/h         | 195 km/h         | 194 km/h         | 209 km/h         |
| Zrychlení 0–100 km/h | 11,3 s           | 10,5 s           | 10,5 s           | 9,0 s            |
| Kombinovaná spotřeba | 4,9 l/100 km     | 4,9 l/100 km     | 5,3 l/100 km     | 5,6 l/100 km     |
| Emise CO2            | 129 g/km         | 129 g/km         | 139 g/km         | 149 g/km         |
| Hmotnost             | 1395 kg          | 1395 kg          | 1395 kg          | 1435 kg          |

## Statistika registrací

### Registrace v ČR
| Rok  | registrace OA | z toho benzín | z toho diesel | registrace LUV | celkem OA+LUV |
| 2007 | 164           | 100           | 64            | 53             | 217           |

Zdroj: SDA-CIA

### Registrace v Německu
- 2007 – 7537

Zdroj: Kraftfahrt-Bundesamt